# Innfjordtunnel
Der  Innfjordtunnel  ist ein einröhriger Straßentunnel zwischen Veblungsnes und Gridset in der Kommune Rauma (Kommune) in der Provinz (Fylke) Møre og Romsdal. Er ersetzte die Straße entlang des Romsdalsfjords und des Innfjords, die 1989 nach einem Felssturz mit einem Todesopfer gesperrt war.
Der Tunnel im Verlauf der Europastraße 136 ist 6594 Meter lang.
Wie bei vielen norwegischen Straßentunneln gibt es unter bestimmten Witterungsbedingungen Schwierigkeiten mit beschlagenen Fahrzeugscheiben (Taupunkt).